# Plachy-Buyon
 Plachy-Buyon  es una población y comuna francesa, en la región de Picardía, departamento de Somme, en el distrito de Amiens y cantón de Conty.

## Demografía
| 298 | 340 | 462 | 767 | 799 | 929 |
| Para los censos de 1962 a 1999 la población legal corresponde a la población sin duplicidades (Fuente: INSEE [Consultar]) |     |     |     |     |     |